# Vísperas sicilianas
Por Vísperas sicilianas se conoce así a los hechos acaecidos en Sicilia en 1282, que determinaron la expulsión de los franceses de la isla, que fueron masacrados, y el afianzamiento de la casa de los reyes de Aragón.
El 30 de marzo de 1282, cuando las campanas de las iglesias de Palermo llamaban al oficio de vísperas, el pueblo de Palermo se levantó contra el gobierno (angevino), y acabó con la soldadesca francesa presente en la ciudad. El levantamiento se extendió a otras localidades de la isla, como Corleone y Mesina, y solo terminó cuando se expulsó completamente a los franceses. Los sicilianos llamaron en su ayuda al rey Pedro III de Aragón. Pedro III podía alegar en favor de su causa los derechos de su mujer Constanza, hija del rey Manfredo, de la casa de Hohenstaufen, que gobernó en Sicilia y Nápoles hasta su derrota y muerte a manos de Carlos I de Anjou en la batalla de Benevento. 
Los acontecimientos de las Vísperas sicilianas se encuentran relatados en las crónicas medievales, entre las que cabe citar la Crónica de Muntaner, escrita por Ramón Muntaner, donde se cuenta que la chispa que encendió la rebelión en Palermo fue el ultraje que unos angevinos perpetraron a unas damas sicilianas.

## Antecedentes
Desde los primeros años del siglo XI, grupos de aventureros normandos habían llegado a Sicilia para servir como mercenarios. Estos aventureros derrotaron a los árabes que ocupaban Sicilia desde 827. Entre los normandos se encontraban Roberto Guiscardo, que pasó a Nápoles y expulsó de allí a los bizantinos con su hermano Roger I de Sicilia, que más tarde completó la conquista de la isla. El reino establecido por los conquistadores ocupaba, por lo tanto, la parte meridional de la península italiana.

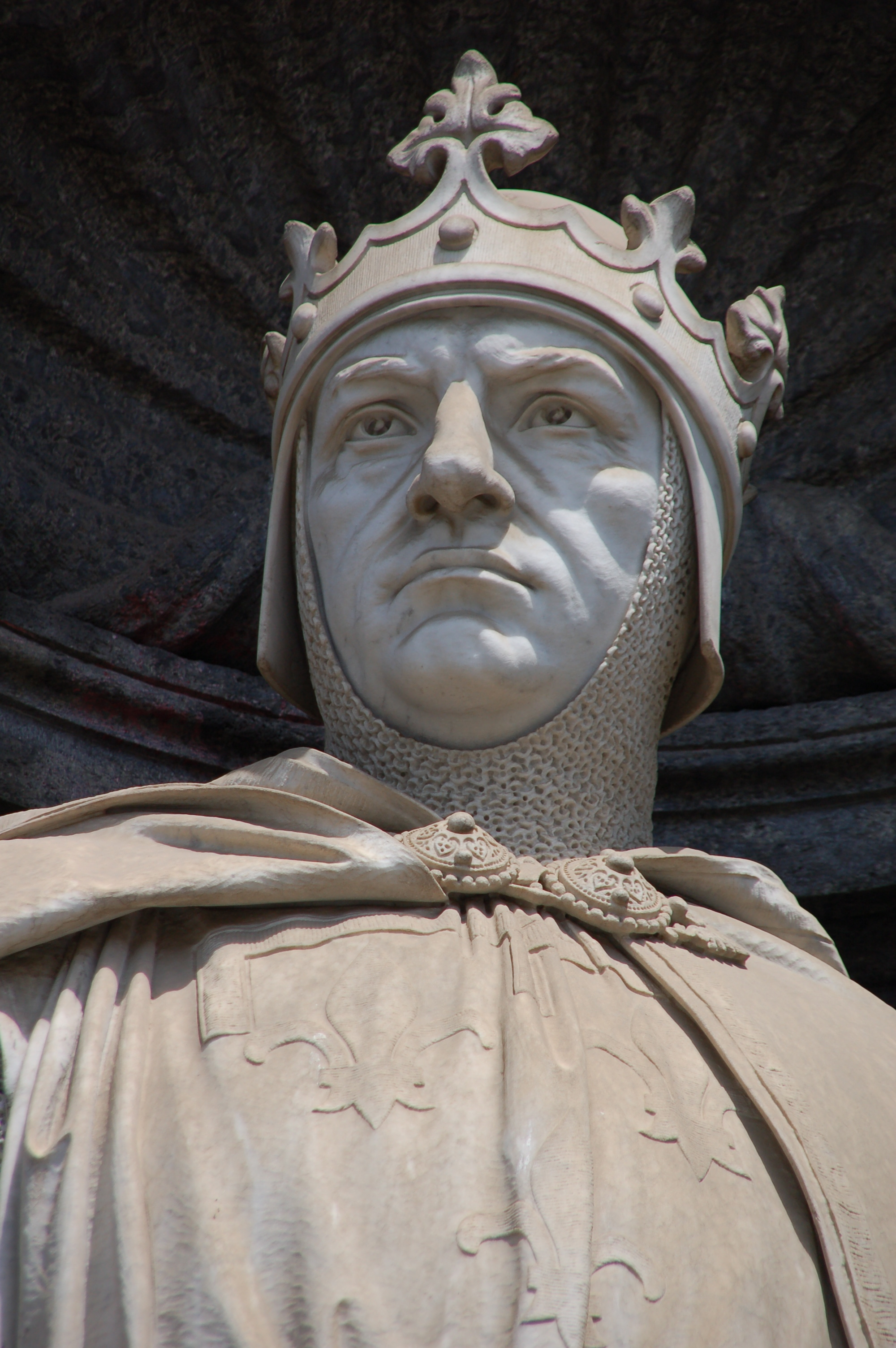
Carlos de Anjou, coronado como Carlos I de Sicilia.

Tras cerca de un siglo de dominación normanda, los derechos sobre el reino de Sicilia recayeron en Federico II, emperador del Sacro Imperio Romano Germánico. Su reinado estuvo determinado por el conflicto con el papado, que se enmarcaba en el complicado enfrentamiento entre güelfos y gibelinos, dos facciones encabezadas, respectivamente, por y el papa el Emperador. Federico II fue un poderoso monarca, y los sucesivos pontífices poco pudieron hacer contra él, salvo excomulgarlo.
A la muerte de Federico II en 1250, el papa Inocencio IV vio la oportunidad de librarse de los Hohenstaufen y colocar en el trono siciliano a un príncipe favorable a él. Ya que había sido la Santa Sede la que había otorgado Sicilia a los normandos en el siglo XI, el Pontífice consideraba que quien fuera monarca de Sicilia era vasallo suyo, y podía, por lo tanto, disponer del reino según su criterio. Primeramente ofreció la corona siciliana al hermano del rey de Inglaterra, pero no hubo acuerdo y fue rechazado. En cambio, Carlos de Anjou, hermano del rey Luis IX de Francia, aceptó. Este ambicionaba conquistar Sicilia como puente para la conquista del Imperio bizantino. Fue coronado rey en una ceremonia celebrada en Roma en 1266.
Ceñir la corona y contar con el apoyo del papa no significaba poseer el reino. Pese a encontrarse en una inestable situación (debida en parte a que el propio pontífice se había dedicado a fomentar las tensiones entre la nobleza feudal del reino), todo el territorio seguía en manos de los Hohenstaufen. Ocupaba el trono Manfredo, hijo ilegítimo de Federico II. Carlos de Anjou armó un poderoso ejército y se dirigió al sur de Italia, donde derrotó a los sicilianos en la batalla de Benevento, en la que pereció Manfredo. La resistencia siciliana se organizó en torno a Conradino, nieto de Federico II quien, apoyado por los gibelinos italianos, trató de recuperar el poder. Sin embargo, Carlos derrotó, hizo prisionero y finalmente ejecutó a Conradino (fue decapitado). Con ello, Carlos de Anjou se convirtió en el dueño del sur de Italia y Sicilia.
La llegada de los franceses molestó al pueblo siciliano. El rey angevino gobernó de modo absoluto y cargó al pueblo con duros impuestos. Cuando exigió a los terratenientes que presentaran sus títulos de propiedad, puso a la nobleza siciliana en su contra: como numerosas familias carecían de escrituras, sus tierras, junto con las de los rebeldes convictos, fueron confiscadas y entregadas a los franceses. A esto hay que añadir que la sede del monarca pasó de Palermo a Nápoles, lo que relegó a la antigua capital a una posición menor dentro del nuevo reino. 
Mientras los hombres de Carlos se asentaban en sus nuevos dominios, los principales notables sicilianos partidarios de los Hohenstaufen, entre ellos Juan de Procida (Giovanni di Procida), quien más tarde encabezó la rebelión de las Vísperas, buscaron refugio en la corte del rey Jaime I de Aragón, convirtiendo Valencia en un centro político gibelino. Otro ilustre italiano igualmente afectado fue Roger de Lauria, más tarde gran almirante de la Corona de Aragón, que creció en la corte Jaime I de Aragón a la que se llegó siendo niño, como paje de la corte de Constanza de Hohenstaufen; también sufrió la expropiación de su feudo siciliano. Enrico I de Ventimiglia, el primer noble expropiado por el nuevo rey, se retiró a sus feudos ligures, pero mantuvo comunicación y viajes constantes a Valencia para convencer primero y planificar después la anexión de Sicilia a la Corona de Aragón. Por otra parte, los aragoneses y angevinos mantenían una larga rivalidad. Algunos años atrás, el infante Pedro, heredero del rey aragonés, había contraído matrimonio en Montpellier con Constanza de Hohenstaufen, hija de Manfredo, último rey de Sicilia, y nieta de Federico II. Y fue precisamente este enlace el daba legitimidad a la Corona de Aragón en la sucesión de los reyes de Sicilia y justificaba la anexión de aquel reino.
El levantamiento popular de las Vísperas Sicilianas fue coordinado de forma directa y visible por Giovanni de Prócida. Pero el historiador Villani, el cual merece toda confianza según Vittorio Angius en su obra Sulle famiglie nobili della monarchia di Savoia, asegura que fueron el conde Enrico de Ventimiglia y el Abad Palmieri los principales instigadores de dicha revuelta. Igualmente, Filodelfo Mugna, en su Teatro genologico delle famiglie nobili titolate feudatarie et antiche de'Regni di Sicilia, afirma que fue el conde Enrico de Ventimiglia junto a otros barones sicilianos los instigadores de las Vísperas.

## La rebelión

### El estallido

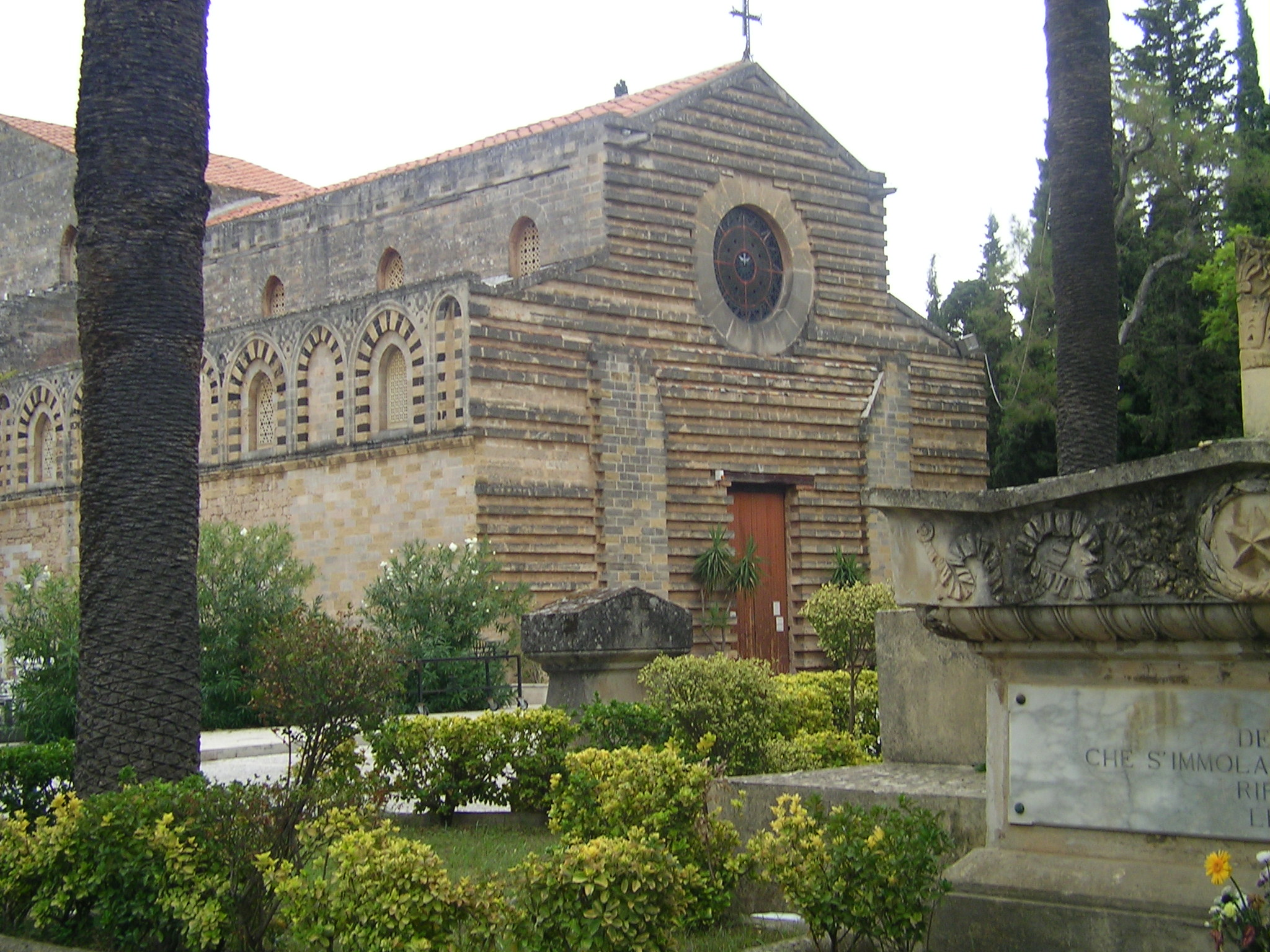
Iglesia del Espíritu Santo de Palermo

En la primavera de 1282 Carlos de Anjou se preparaba, en Nápoles, para encabezar una cruzada contra el Imperio bizantino y tomar Constantinopla. Se consideraba heredero de los príncipes cruzados y, como tal, pretendía restaurar el desaparecido Imperio Latino. Así, en aguas del puerto de Mesina esperaban las escuadras napolitana y provenzal listas para zarpar a comienzos de abril. Pero un inesperado suceso le obligó a cambiar de planes: el 30 de marzo estalló en Palermo una gran insurrección contra los franceses. Existen distintas versiones sobre cómo se desencadenaron los hechos. 
La versión tradicional sitúa la chispa que encendió la revuelta en la iglesia del Espíritu Santo de Palermo, en la que se festejaba el lunes de Pascua y numerosos habitantes de la ciudad se habían reunido para asistir a los oficios vespertinos. En la plaza, junto al templo, los fieles esperaban la hora de iniciar las vísperas cuando llegó un grupo de franceses borrachos. Uno de ellos, un sargento, se dirigió a una joven casada y empezó a molestarla. Su esposo, furioso, sacó un cuchillo y lo apuñaló. Los demás franceses acudieron a socorrerlo y a vengarlo, pero los palermitanos, más numerosos, los rodearon y les dieron muerte justo en el momento en que las campanas de la iglesia y las de toda la ciudad empezaban a tocar.
Existe otra versión bastante más probable que sostiene que el levantamiento estaba planeado y que quienes lo habían organizado habían dispuesto que la señal para la sublevación sería el tañer de las campanas de vísperas.

Sea como fuere, iniciada la rebelión, la ira popular recorrió las calles de Palermo. Al grito de «¡Muerte a los franceses!», los habitantes de Palermo asesinaron a los cerca de 2000 franceses que se encontraban en la ciudad, incluyendo a ancianos, mujeres y niños. Llegaron a asaltar conventos en busca de clérigos a los cuales les daban la oportunidad de demostrar que no eran de origen francés si pronunciaban correctamente cirici (garbanzos en dialecto siciliano) de especial dificultad para los franceses. En las jornadas siguientes, el levantamiento se extendió, en primer lugar, por las villas y ciudades cercanas, y después, por toda la isla. Únicamente Mesina se mantuvo del lado de los angevinos, aunque finalmente se unió en abril a la rebelión.

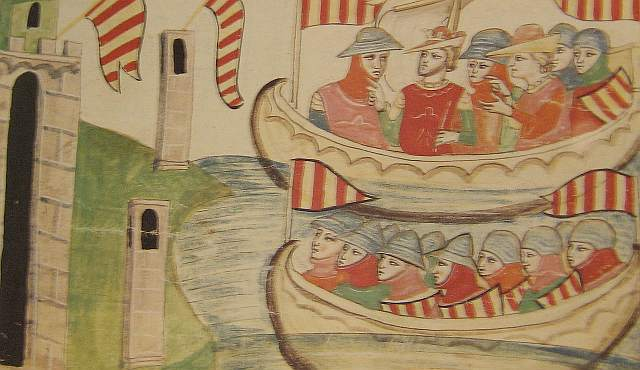
Pedro III de Aragón llega a Sicilia en las famosas “Vísperas Sicilianas” para acabar con el ejército francés de Carlos de Anjou. Sicilia pasaría a ser un reino más de la Corona de Aragón.

### La intervención aragonesa
Una vez hubieron conseguido su independencia, los sicilianos pretendieron establecer un gobierno republicano, organizado en comunas, o en ciudades libres inspiradas en el modelo de la Italia central y septentrional. No obstante, dada la situación de indefensión, estas comunas no podrían sobrevivir por sí solas. Primero se solicitó la tutela del Papa. Este, Martín IV, de origen francés, rechazó tomar bajo su protección a la Sicilia que había expulsado al rey Carlos de Anjou.
Una delegación del Parlamento siciliano fue al encuentro del rey Pedro III de Aragón en el norte de África (en el mes de agosto) y le ofrecieron la corona.
Pedro III de Aragón se dirigió a la isla y desembarcó en Trápani el 29 de agosto; el día 30 entró en Palermo. El obispo de Cefalú le coronó como rey el 8 de septiembre. Los sicilianos al servicio del príncipe Pedro fueron vencidos en Magliano di Marsi, aunque los angevinos sufrieron una derrota definitiva en Mesina; perdieron en esta batalla a unos 10 000 soldados. Todas las ciudades de la isla, así como las de Malta, se sometieron al rey Pedro, si bien Carlos seguía conservando el sur de Italia, en el que continuaba llamándose rey de Sicilia, a pesar de no dominar ese territorio.
La guerra prosiguió tras las muertes de Carlos I de Anjou y de Pedro III de Aragón, sostenida por sus herederos Carlos II el Cojo (puesto en libertad en virtud de la Paz de Canfranc de 1288, en dicha villa alto aragonesa) por la parte angevina, y Alfonso III y Jaime II por la aragonesa. Finalmente, tras el agotamiento del ejército angevino, se firmó en 1302 la Paz de Caltabellota, que supuso la independencia de Sicilia bajo el gobierno de Fadrique, hermano de Jaime II de Aragón. Nápoles permaneció en manos de la dinastía angevina.

## En la cultura
Estos hechos sirvieron de base para algunas obras de la cultura popular:
- Giuseppe Verdi compuso una ópera sobre la misma pieza, titulada I vespri siciliani
- Luego del asesinato del jefe mafioso Joe Masseria el 15 de abril de 1931 para consolidar el crimen organizado en Nueva York bajo el mando de Salvatore Maranzano, el jefe mafioso Lucky Luciano ordenó los asesinatos de Maranzano y aquellos capos tanto de este como de Masseria a quienes Luciano veía como amenazas. Estos asesinados supuestamente ocurrieron el 10 de septiembre de 1931, lo que marcó el fin de la Guerra de los Castellammarenses en Nueva York y en la jerga de la mafia se le conoce como la Noche de las Vísperas Sicilianas. Esto se probó que fue principalmente un mito de la cultura mafioso ya que no existió evidencia de que estos asesinatos - aparte de los de Maranzano y unos pocos más – de verdad hubieran ocurrido.[6]

## Comentario de Miguel Paleólogo
Años más tarde, en su autobiografía, Miguel VIII escribió: "Si me atrevo a afirmar que yo fui el instrumento de Dios para llevar la libertad a los sicilianos, entonces solo debería decir la verdad". [19] Pero, como observa Steven Runciman, con o sin el oro bizantino fue solo la gente orgullosa de Sicilia la que luchó contra su opresor armado; y "Sin embargo, puede haber sido planeado y preparado, pero fue esa tarde de marzo de las Vísperas en Palermo lo que derribó el imperio del rey Carlos" [20].